# Jonna Hakkarainen
Jonna Hakkarainen (...) è un'ex giocatrice di football americano e allenatrice di football americano finlandese, che ha giocato gioca come quarterback per le Turku Trojans..

## Palmarès
- 2 Naisten Vaahteraliiga (2021, 2022)